# ولدن (تنسی)
ولدن (به انگلیسی: Walden) شهری در ایالت کشور ایالات متحده آمریکا است که جمعیت آن در سرشماری سال ۲۰۱۰ میلادی، ۱٬۸۹۸ نفر بوده‌است.